# Найкращі друзі (фільм, 1934)
«Найкращі друзі» (англ. Bosom Friends) — американський короткометражний документальний фільм Е. В. Гаммонса 1934 року, знятий кінокомпанією Fox Film Corporation. В 1935 році фільм був номінований на премію «Оскар» за найкращий ігровий короткометражний фільм.

## У ролях
- Джеймс Ф. Клеменджер — оповідач